# Ségou
Ségou je město v Mali. Nachází se na břehu Nigeru 235 km severovýchodně od Bamaka a je správním centrem stejnojmenného regionu. Žije v něm přibližně 134 tisíc obyvatel, z nichž většinu tvoří Bambarové.

## Historie
Původními obyvateli byli rybáři z etnika Bozů. Okolní region byl součástí říše Mali. Ve druhé polovině 17. století založil Kaladjan Coulibaly Bamanskou říši, jejímž hlavním městem bylo nedaleké Ségou-Koro (Staré Ségou). V roce 1861 město dobyla Tukulérská říše a animističtí obyvatelé byli donuceni přijmout islám. V roce 1890 začala francouzská nadvláda, která trvala až do vyhlášení nezávislého Mali v roce 1960.
Roku 1796 město navštívil Mungo Park při své výpravě zkoumající tok Nigeru.

## Život ve městě
Ségou je obchodním střediskem, hlavními hospodářskými odvětvími jsou textilní a potravinářský průmysl. V okolí se provozuje pastevectví, pěstuje se bavlník, rýže, čirok, podzemnice olejná a vigna čínská. Ve městě sídlí vládní úřad pro řeku Niger, v roce 2009 byla založena univerzita. Každoročně v únoru se koná velká kulturní akce Festival sur le Niger. Město má semiaridní podnebí a díky množství akáciových stromů má přezdívku „la cité des balanzans“.

## Sport
Nachází se zde fotbalový stadion Stade Amary Daou pro patnáct tisíc diváků. Hostil zápasy Afrického poháru národů 2002 a hrají na něm ligové kluby AS Biton a Office du Niger Sports.

## Partnerská města
- Angoulême
- Richmond